# Roberto Carlos Peña
Roberto Carlos Peña Grueso (sinh ngày 1 tháng 3 năm 1984 ở Cali, Colombia) là một cầu thủ bóng đá người Colombia hiện tại thi đấu cho Marquense ở giải bóng đá Guatemala.